# Довгівська липа
До́вгівська ли́па — вікове дерево, ботанічна пам'ятка природи місцевого значення в Україні. Зростає в селі Довге Тернопільського району Тернопільської області, біля церкви Івана Богослова. 
Площа — 0,02 га. Оголошена об'єктом природно-заповідного фонду рішенням Тернопільської обласної ради від 18 березня 1994 року. Перебуває у віданні Довгівської сільради. 
Під охороною — липа дрібнолиста віком 300 р. і діаметром 145 см. Цінна в історичному, науково-пізнавальному та естетичному значеннях.